# 공간 컴퓨팅
공간 컴퓨팅(spatial computing)은 사람이 움직임에 따라 화면과 터치스크린 등이 있는 공간이 옮겨지면서, 전자기기를 사용할 수 있게 하는 체계이다. 홀로그래픽 디스플레이 기술 등을 사용할 수 있다.
공간 컴퓨팅은 2003년 사이먼 그린월드(Simon Greenwold)에 의해 "기계가 실제 사물과 공간에 대한 지시 대상을 유지하고 조작하는 기계와의 인간 상호 작용"으로 정의되었다. VR, AR, 몰입형 증강 현실 게임은 공간 컴퓨팅을 가장 잘 보여주는 예로. 다시 말해 공간 컴퓨팅은 두뇌의 인지 능력과 다양한 신체 동작을 사용하여 동작 요청과 실행 사이의 시간을 단축한고 정의할 수 있다. 또한, 애플의 비전 프로 헤드셋은 최초의 공간 컴퓨팅 제품이다.